# Батыршиева, Рухия Махмутовна
Рухия Махмутовна Батыршиева (каз. Рухия Махмұтқызы Батыршева; род. 18 марта 1955, Форт-Шевченко, КазССР, СССР) — казахская традиционная певица, кюйши, музыкальный педагог. Заслуженный деятель Казахстана (2004), отличник образования Республики Казахстан (1996).

## Биография
Родился 18 марта 1955 года в городе Форт-Шевченко.
В 1978 году окончила Республиканскую студию эстрадного и циркового искусства, в 1985 году Казахскую государственную консерваторию.
С 1981 по 1986 год — артист Казахского государственного академического оркестра народных инструментов имени Курмангазы.
С 1986 по 1988 год — солистка этнографического фольклорного ансамбля «Акжарма», оркестра народных инструментов им. Абыл Таракулы, директор музыкальной школы им. Мурын жырау г. Актау.
С 1988 по 1993 год — преподаватель школы искусств № 1 г. Актау.
С 1993 по 2005 год — директор Актауской школы искусств имени Абыл Таракулы.
С 2005 по 2007 год — директор Мангистауской областной филармонии.
С 2007 года — директор ГККП «Казахская детская школа искусств им. Абыла Таракулы».

## Награды и звания
- 1996 — Нагрудный знак «Отличник образования Республики Казахстан»
- 2004 — Қазақстанның еңбек сіңірген қайраткері (Заслуженный деятель Казахстана) — за вклад в развитие национального искусства.[1]
- 2016 — Медаль «Ерен Еңбегі үшін» (За трудовое отличие).[2]